# Mário de Sá-Carneiro

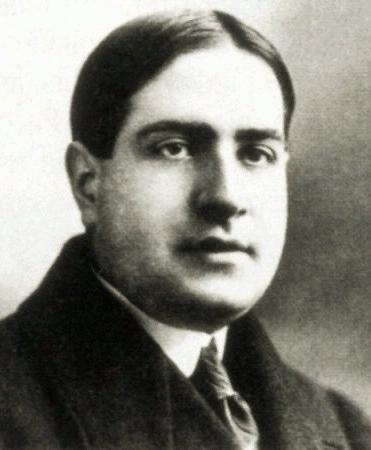
Mário de Sá-Carneiro

Mário de Sá-Carneiro (* 19. Mai 1890 in Lissabon; † 26. April 1916 in Paris) war ein portugiesischer Dichter und Schriftsteller. Bedeutend war er gemeinsam mit Fernando Pessoa als einer der Begründer der Literarischen Moderne Portugals.

## Leben
Mário de Sá-Carneiro wurde 1890 in Lissabon in gutbürgerlich-wohlhabenden Verhältnissen geboren, sein Vater war Ingenieur. Als das einzige Kind seiner Eltern zwei Jahre alt war, starb seine Mutter.
1910 veröffentlichte er zusammen mit seinem Schulfreund Tomas Cabreira Junior das Theaterstück Amizade („Freundschaft“). Tomas Cabreira Junior starb 1911 durch Suizid.
Mehrfach besuchte Mário de Sá-Carneiro Paris, um dort Jura zu studieren, zuerst 1912, dann vorübergehend 1914 sowie 1915 bis 1916.
1913 lernte er Fernando Pessoa kennen, mit dem eine enge Freundschaft entstand.
Sein bekanntestes Werk ist der 1914 erschienene Roman A Confissão de Lúcio („Lucios Geständnis“), ein verwickeltes Beziehungsgeflecht zwischen einer Frau und zwei dekadenten Dichtern im Paris des Fin de siècle. Das Buch beleuchtet die gesamte Lebenswelt Sá-Carneiros und die Suche nach Identität, die ihn sein ganzes Leben begleitet.
Sá-Carneiro veröffentlichte auch Gedichte in beiden Ausgaben der Literaturzeitschrift Orpheu (1915), die hauptsächlich von seinem Vater finanziert wurde.
In seine Pariser Zeit seit 1915 fielen ein unstetes Bohème-Leben und eine unglückliche Liebesbeziehung sowie finanzielle Probleme. Am 26. April 1916 beendete Sá-Carneiro sein Leben in einem Pariser Hotel.
Sein Gesamtwerk erschien 1946 postum.
Mário de Sá-Carneiro hatte großen Einfluss auf die nachfolgenden Generationen portugiesischer Dichter, stand jedoch immer im Schatten von Fernando Pessoa. In Deutschland ist Sá-Carneiro nahezu unbekannt. 1997 erschienen zur gleichen Zeit zwei Übersetzungen von A Confissão de Lúcio.
Das Werk von Sá-Carneiro zeichnet sich durch die Thematik des Todes und einer gewissen Todessehnsucht aus.

## Werke (Auswahl)
- Amizade (Freundschaft). Theaterstück. 1910
- Princípio (Beginn). Erzählungen. 1912
- O homem de Sonhos (Der Mann der Träume) und O Fixador de Instantes (Der Fixierer von Augenblicken). Erzählungen. A Águia 1913
  - deutsch: Der Fänger von Augenblicken. Aus dem Portugiesischen übersetzt von Orlando Grossegesse, in Schreibheft. Zeitschrift für Literatur 64, Essen 2005, S. 100–107
- A Alma (Die Seele). Theaterstück. 1913
- Dispersão (Auflösung). Lyrik. 1914
- A Confissão de Lúcio. Roman. 1914,
  - Deutsche Ausgabe: Lúcios Bekenntnis. Aus dem Portugiesischen übersetzt und mit einem Nachwort versehen von Berthold Zilly. Suhrkamp, Frankfurt am Main 1997, ISBN 3-518-22267-8.
  - Deutsche Ausgabe: Lucios Geständnis. Aus dem Portugiesischen übersetzt und mit einem Nachwort versehen von Orlando Grossegesse. dtv, München 1997, ISBN 3-423-12471-7.
- O Ceu em Fogo (Der Himmel in Flammen). Erzählungen. 1915;  	Himmel in Flammen : acht Novellen / Mário de Sá-Carneiro ; aus dem Portugiesischen übersetzt von Magnus Chrapkowski ; herausgegeben und mit einem Nachwort von Gerhard Wild, Deutsche Erstausgabe, Wuppertal : Arco, [2022], ISBN 978-3-96587-011-6
- Indícios de Oiro. Lyrik. Postum 1937
- Der Wahnsinn. Drei Erzählungen. Aus dem Portugiesischen übersetzt von Frank Henseleit. Matthes & Seitz, Berlin 2016, ISBN 978-3-95757-228-8.
- Geliebter Fernando Pessoa : Der Briefwechsel, ins Deutsche übersetzt von Frank Henseleit, Köln : KUPIDO Literaturverlag, 2024, ISBN 978-3-96675-070-7